# Троицкая волость (Клинский уезд)
Троицкая волость — административно-территориальная единица в составе Клинского уезда Московской губернии Российской империи и РСФСР. Существовала до 1929 года, административный центр — село Троицкое.
По данным 1890 года к волости относилось 51 селение. В селе Троицком располагались волостное правление, квартира урядника и земская школа, в деревне Елизарово работала школа Московского воспитательного дома, в селе Николо-Сверчки имелась земская лечебница, в селе Иевлево — церковно-приходское училище.
В начале 1910-х гг. в селениях Рахманово, Троицкое и Красный Холм были земские училища, в деревне Мелечкино — земская школа, в селе Иевлево — церковно-приходская школа, в деревне Екатериновка — училище Морозовой, в деревне Хохлово — земская лечебница.
После Октябрьской революции 1917 года в волости была создана сеть сельских советов, которых в 1923 году было 29: Баранцевский, Горкинский, Грешневский, Елизаровский, Замятинский, Иевлевский, Караваевский, Климовский, Кононовский, Кузнецовский, Лазаревский, Логиновский, Малеевский, Мелечкинский, Михайловский, Николаевский, Никольский, Отрадинский, Плоскуновский, Подоистровский, Погореловский, Поповкинский, Радованьевский, Рахмановский, Ситниковский, Стрелковский, Троицкий, Труняевский и Хохловский.
В 1924 и 1925 гг. были произведены укрупнение и реорганизация сельсоветов, а в 1926 году ликвидирован Елизаровский с/с, в результате чего к 1929 году в волости осталось 15 сельсоветов: Грешневский, Замятинский, Иевлевский, Кононовский, Логиновский, Малеевский, Мелечкинский, Михайловский, Никольский, Поповкинский, Ситниковский, Троицкий, Труняевский, Хохловский и Щекинский.
Согласно Всесоюзной переписи 1926 года численность населения 76 населённых пунктов волости, среди которых 46 сёл и деревень, составила 5926 человек (2751 мужчина, 3175 женщин), насчитывалось 1171 хозяйство, среди которых 1112 крестьянских. В селе Троицком располагался волостной исполнительный комитет, имелась школа, работала трикотажная артель.
В ходе реформы административно-территориального деления СССР в 1929 году Троицкая волость была упразднена, а её территория разделена между Клинским и Солнечногорским районами Московского округа Московской области.